# 덴류강
덴류강(天竜川)은 일본 혼슈섬 중앙의 강으로 나가노현 오카야시의 스와호에서 발원해 아이치현을 거쳐 시즈오카현 서쪽으로 흐르는 강이다. 총 길이는 213 km로 일본에서 9번째로 긴 강이다.

## 지리
덴류강은 스와호에서 빠져나가는 유일한 강이다. 강은 대체적으로 남쪽으로 흐른다. 나가노현 이나 분지의 강 상류는 기름진 농업 지대이다. 강은 시즈오카현과 나가노현의 경계를 이루는 아카이시산맥(남 알프스)과 기소산맥(중앙 알프스)의 틈을 통해 흘러나간다. 이 지역의 특징인 연 3,000 mm가 넘는 풍부한 강수량과 깊은 V자형 계곡이다. 시즈오카현 남쪽까지 이어지는 강 유역의 넓은 해안 평야는 과일과 쌀의 생산으로 유명하다. 강 하구는 하마마쓰시 주변으로 태평양으로 빠져나간다.

## 역사
덴류강은 나라 시대에 큰 홍수가 발생했다는 기록을 통해 등장한다. 강 상류(시나노국)에서는 덴류강으로 불렸던 반면에 하류(도토미국)에서는 종종 아라타마강(麁玉川)으로 불렸다. 일본 역사서인 속일본기에 따르면 710년과 765년에 강에서 홍수가 발생했다. 헤이안 시대와 가마쿠라 시대의 기록에는 드물게 등장하나 무로마치 시대에 다이묘들과 지주들에 의해 홍수를 조절하기 위한 노력들이 진행되면서 강을 따라 제방, 수로가 건설되었다. 도쿠가와 이에야스가 하마마쓰성을 점령하면서 관개를 통해 개간이 이루어졌고 도토미국의 세입은 증가하게 되었다. 그러나 홍수 문제는 여전히 남아있었으며 1674년에 대홍수가 발생해 이전 세기에 해놓았던 많은 작업들이 수포로 돌아갔다.
에도 시대에 에도와 교토를 연결하는 도카이도가 개발되었고 다이묘들은 산킨코타이 제도에 따라 자신들의 영지로부터 쇼군이 있는 에도까지 정기적으로 오가야했다. 그러나 도쿠가와 막부는 안전상의 이유로 주요 강들에 다리를 세우는 것을 금지했다. 가쓰시카 호쿠사이와 같은 우키요에 화가들의 묘사에 따르면 강의 유속이 너무 빠르고 여울이 깊어서 여행자들은 나룻배를 이용해야만 했다. 기상 조건이 악화되거나 수위가 높아지면 여행자들은 미쓰케주쿠와 같은 강가의 역참에서 몇 일 혹은 몇 주간 머물러야했다.
메이지 유신 이후에 강에 다리와 철교가 세워졌다. 오늘날에는 도카이도 신칸센이 강을 불과 몇 초 안에 통과한다.

## 같이 보기
- 일본 알프스